# Ok Tedi
De Ok Tedi is een rivier in Nieuw-Guinea. Het is een zijrivier van de Fly. De rivier ontspringt in het Sterrengebergte in de provincie Papoea (Indonesië), overschrijdt na minder dan een kilometer de landsgrens en loopt dan voor het grootste deel door het district Fly van de provincie Western van Papoea-Nieuw-Guinea.
Daarnaast is de naam Ok Tedi verbonden aan de Ok Tedi Mining Limited (OTML) een grote mijnbouwonderneming die koper en goud in dagbouw wint in de bovenloop van deze rivier in Papoea-Nieuw-Guinea.

## Beschrijving
De Italiaanse ontdekkingsreiziger Luigi D'Albertis was de eerste Europeaan die de rivier beschreef en noemde haar de Alice River. De Ok Tedi is een uitzonderlijk snel stromende rivier met een ondergrond van zand. Daardoor kan de loop van de rivier onverwacht veranderen. Dit komt door de grote hoeveelheid regen die in het Sterrengebergte valt. Het rumoer van de rivier kan op kilometers afstand in het oerwoudgebied worden gehoord. Verder komen in het gebied regelmatig aardbevingen voor.

## Ok Tedia mijn
Deze mijn startte in de jaren 1970 met het boren naar diamanten in het gebied rond de berg Fubilan (2000 m boven de zeespiegel). Daarna breidde de mijnbouwactiviteiten zich uit. In 1984 begon de productie van goud en koper en sindsdien wisselde de onderneming diverse malen van eigenaar. Sinds 2011 heeft het PNG Sustainable Development Program Limited een meerderheidsaandeel in de onderneming. In 2012 werken er 2000 mensen waarvan 95% afkomstig uit Papoea-Nieuw-Guinea. In 2007 was opbrengst van de mijn goed voor 32% van de export van het land. Van de winst wordt 52% besteed aan ontwikkeling binnen de regio.

### Milieuramp
In 1994 vond er een milieuramp plaats en werd de rivier ernstig vervuild met mijnafval in vorm van zware metalen en slib. Zo bevatte het rivierwater een factor 30 meer koper dan toegestaan volgens normen van de WHO. Hierdoor werden de bestaansbronnen (zoals visvangst) geschaad van meer dan 50.000 mensen die leefden in de 145 stroomafwaarts gelegen dorpen. Hierna volgden processen die pas in de loop van de 21ste eeuw tot een oplossing kwamen. Verder werd afgesproken dat de mijn in 2013 zou sluiten. Inmiddels wordt er gesproken over sluiting in 2015 of 2022.

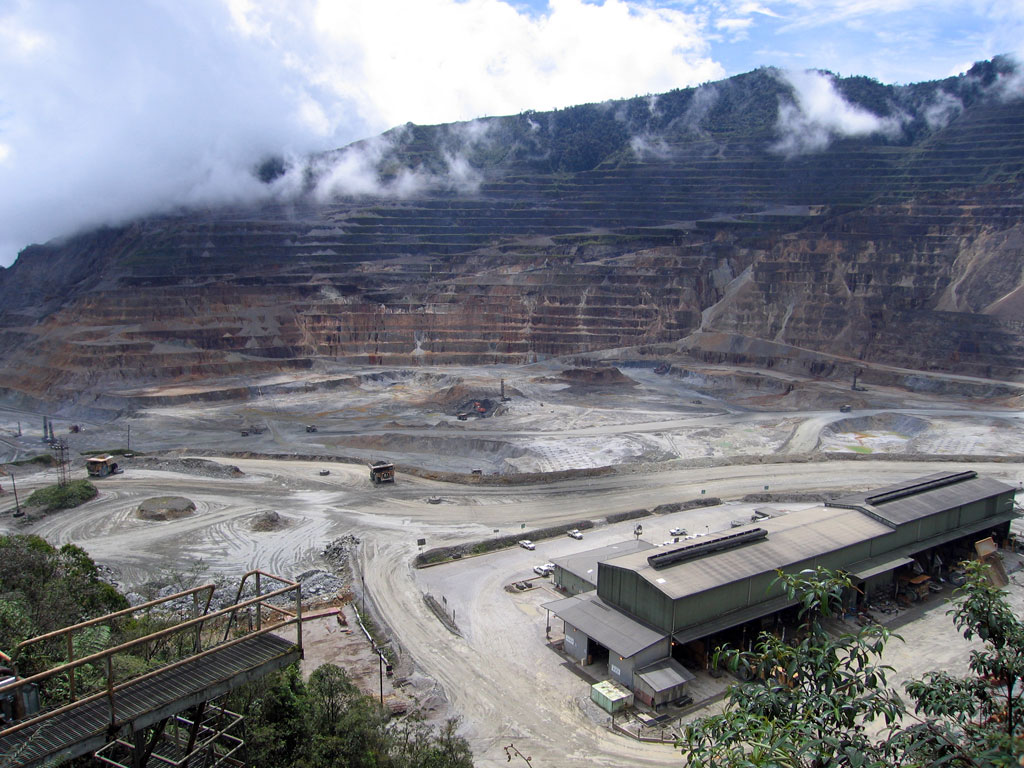
De Ok Tedi mijn
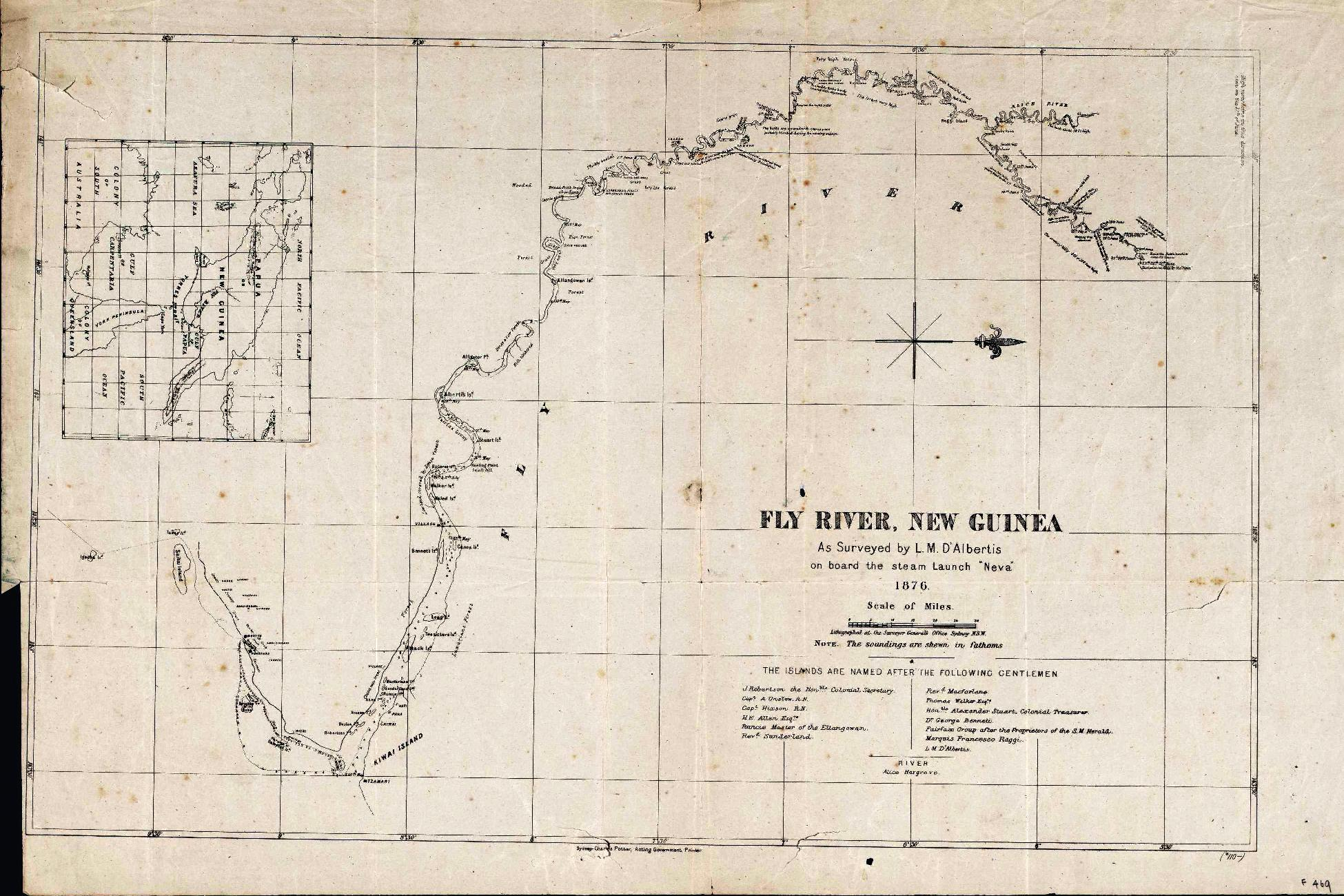
D'Albertis Kaart van de Fly uit 1876, met de zijrivier Ok Tedi (Alice River) rechts bovenaan.